# 국립제주박물관
국립제주박물관(國立濟州博物館, Jeju National Museum)은 국립중앙박물관의 소속기관이다. 1997년 3월 20일 발족하였으며, 제주특별자치도 제주시 일주동로 17에 위치하고 있다. 관장은 학예연구관으로 보한다.

## 연혁
- 2000년 7월 : 국립제주박물관 설치
- 2001년 6월 : 국립제주박물관 개관

## 조직

### 관장
- 기획운영과[2]
- 학예연구실[3]

## 소장품
소장품은 중앙홀, 선사·고고실, 탐라1실 ~ 3실, 조선시대실, 기증 유물실, 기획 전시실, 야외 전시장 등에 나뉘어 전시된다. 제주읍성의 모형, 고산리 발굴 유적, 각종 패총과 분묘유적, 삼별초 관련 유물, 탐라 관련 유물, 제주목 관련 자료, 제주의 생활 유물 등이 전시되었고, 야외전시장에는 덕판배, 연자매, 돌하르방 등이 있다. 2016년 12월 31일 기준 소장품 현황은 다음과 같다.
| 금속  | 토제     | 도자기  | 석      | 유리 보석 | 초제 | 나무  | 골각 패갑 | 지      | 피모 | 사직    | 종자 | 기타 | 계       |
| ----- | -------- | ------- | ------- | --------- | ---- | ----- | --------- | ------- | ---- | ------- | ---- | ---- | -------- |
| 480건 | 10,825건 | 1,249건 | 3,852건 | 101건     | 25건 | 313건 | 176건     | 1,111건 | 64건 | 1,099건 | 4건  | 73건 | 19,372건 |
| 820점 | 17,023점 | 1,515점 | 4,535점 | 249점     | 49점 | 354점 | 560점     | 2,168점 | 68점 | 1,365점 | 4점  | 86점 | 29,066점 |

## 같이 보기
- 대한민국의 박물관과 미술관 목록
- 대한민국의 국립 박물관 목록